# Lijst van personen begraven op het Cimetière du Père-Lachaise
Dit is een lijst van personen die begraven zijn op het Cimetière du Père-Lachaise in Parijs.

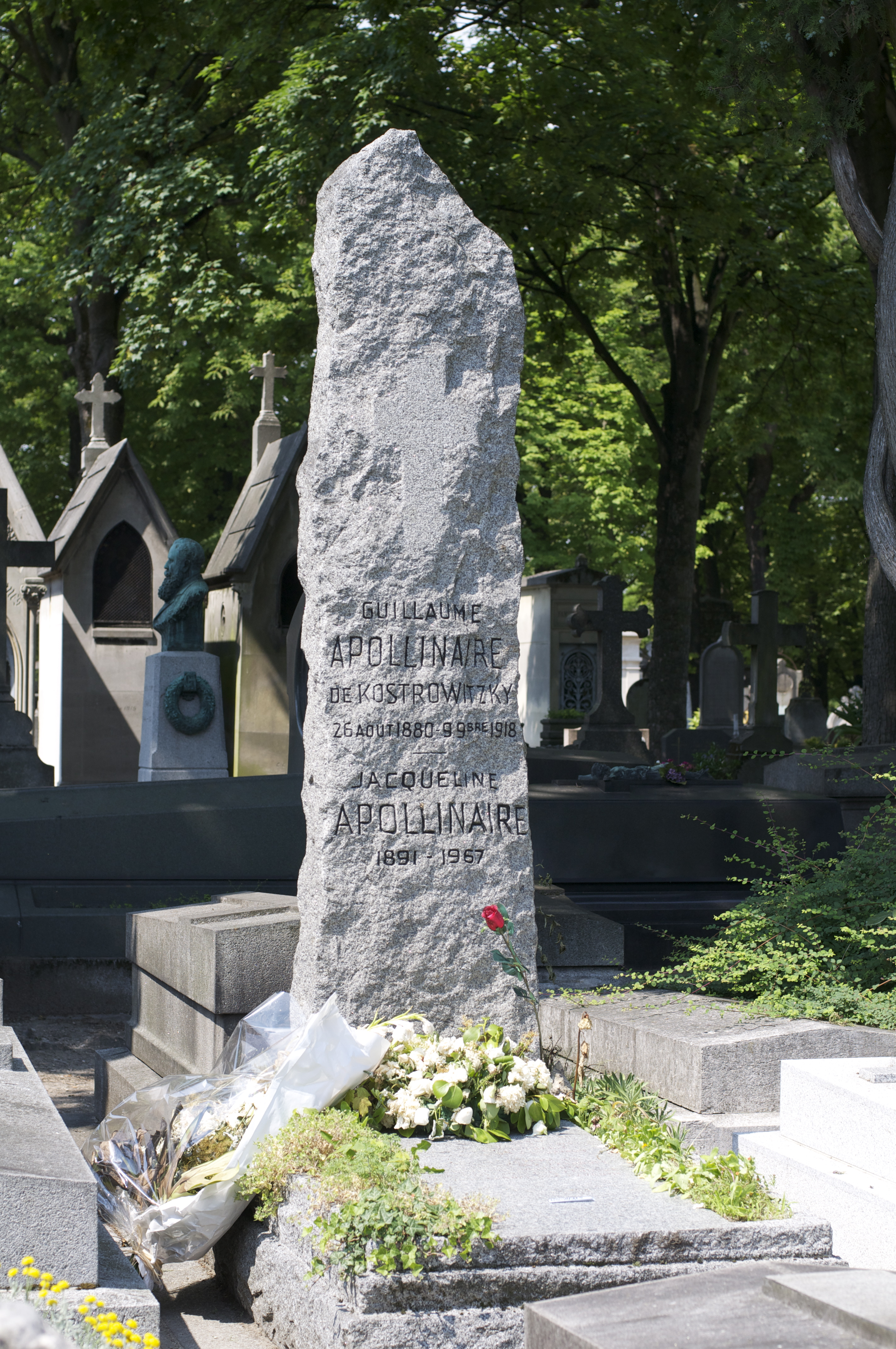
Graf van Guillaume Apollinaire

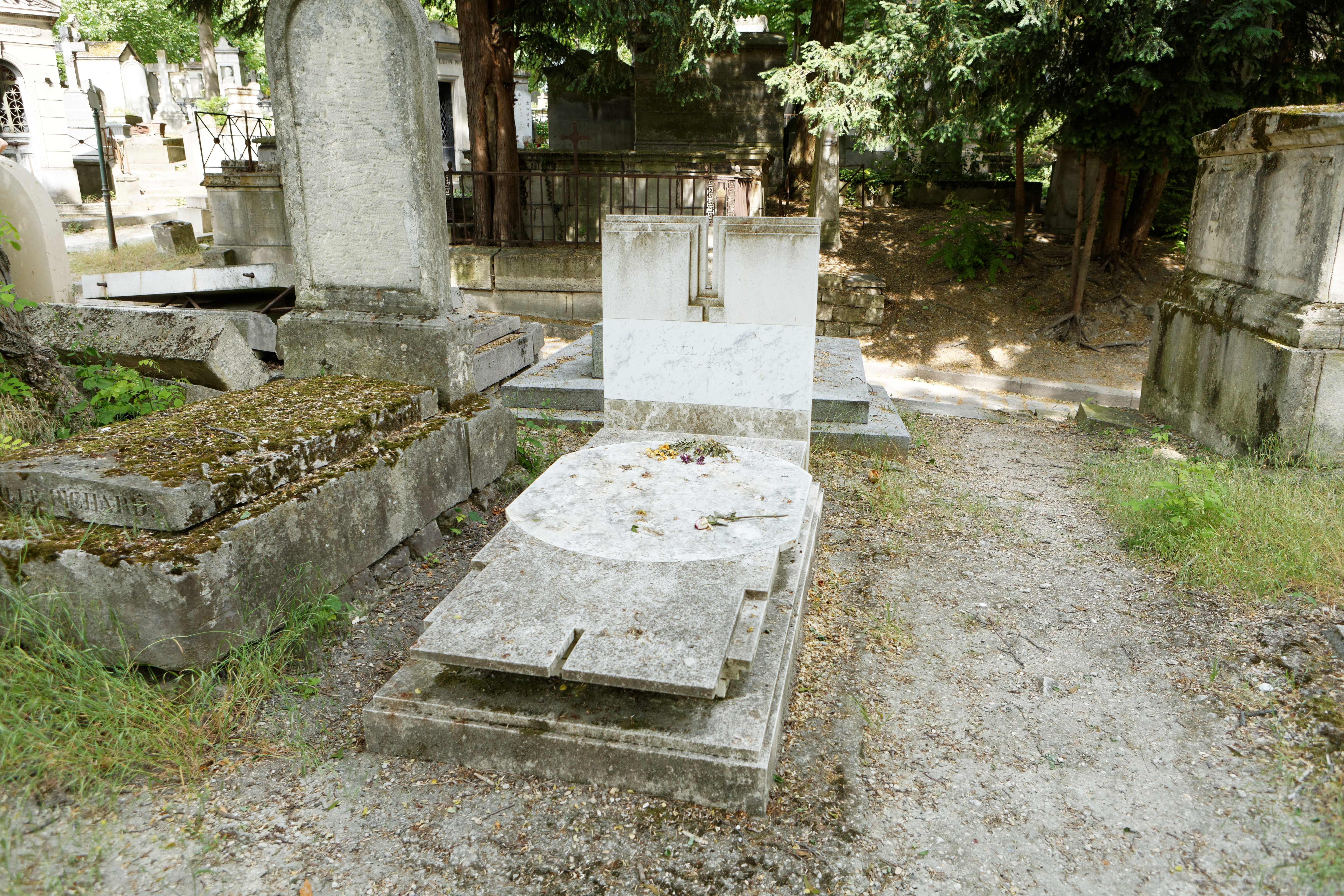
Graf van Karel Appel

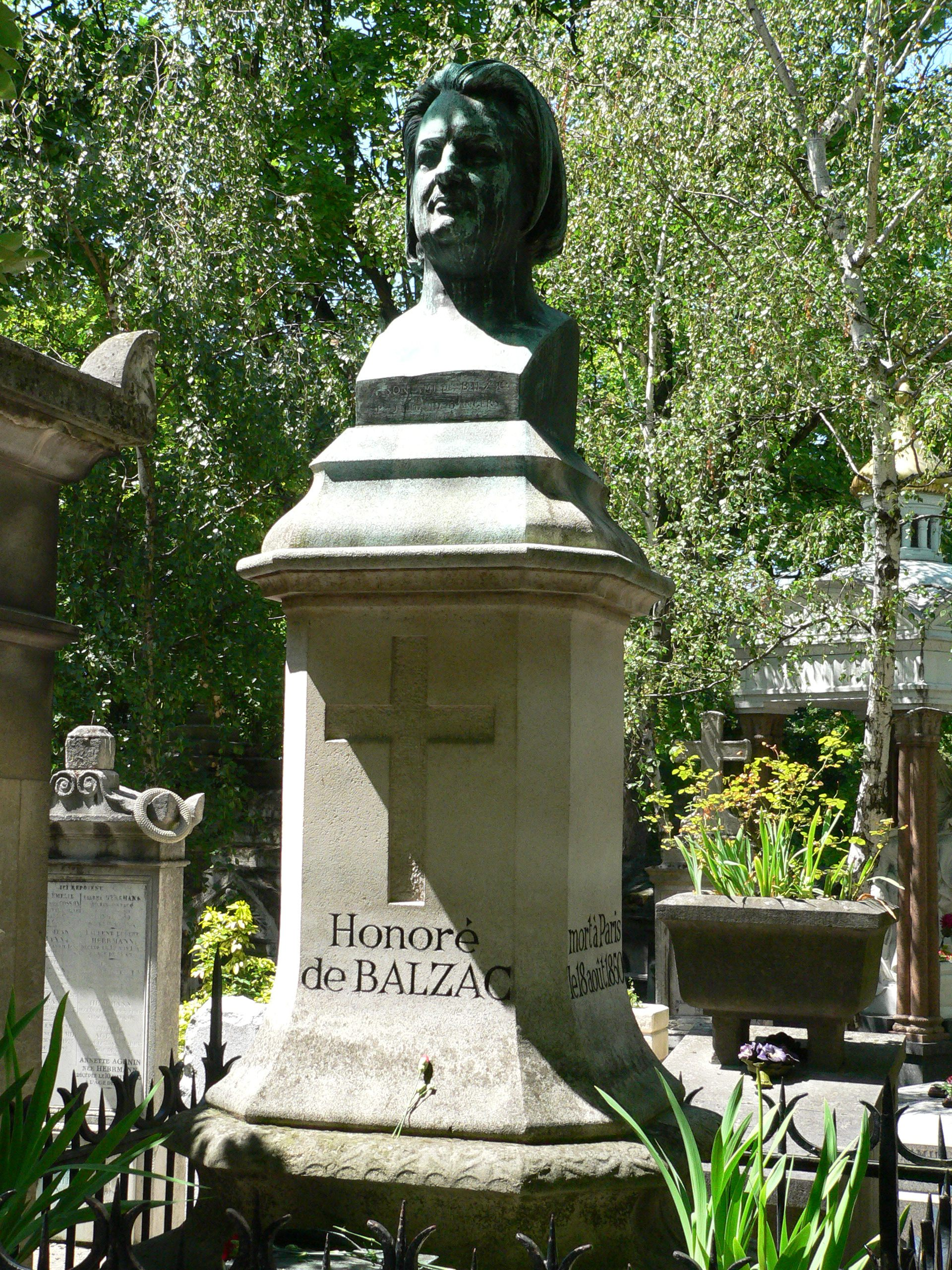
Graf van Honoré de Balzac

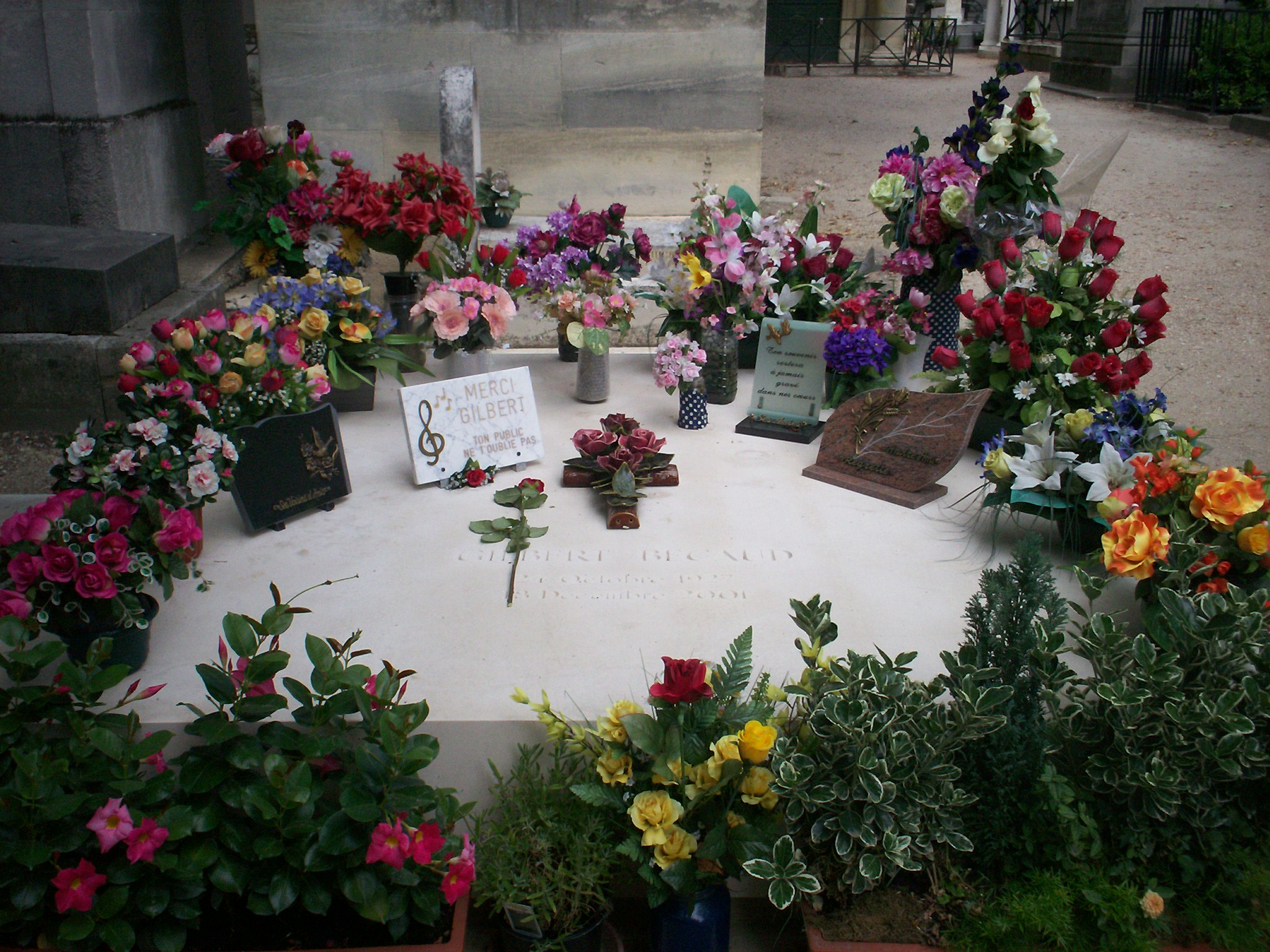
Graf van Gilbert Bécaud

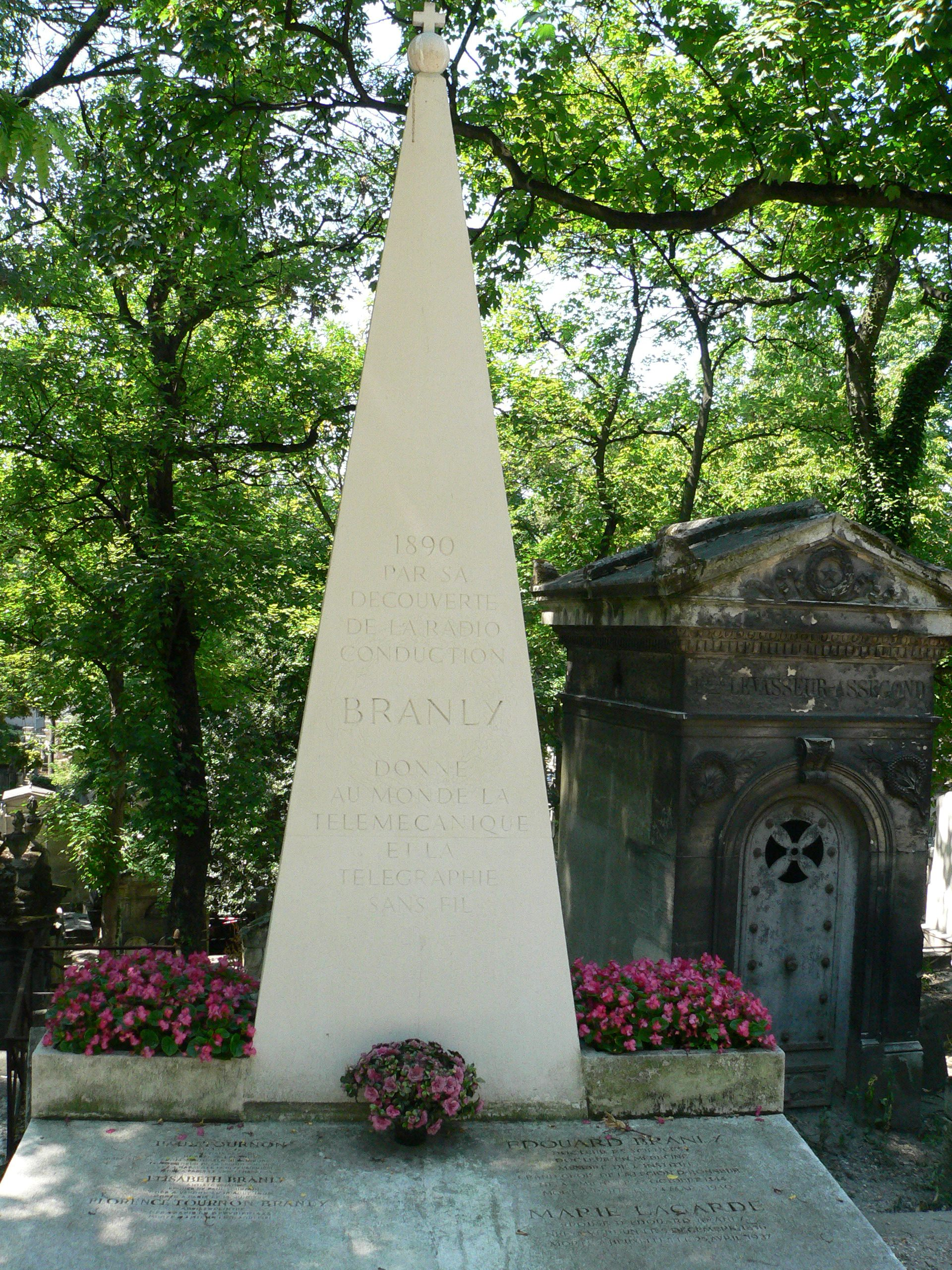
Graf van Édouard Branly

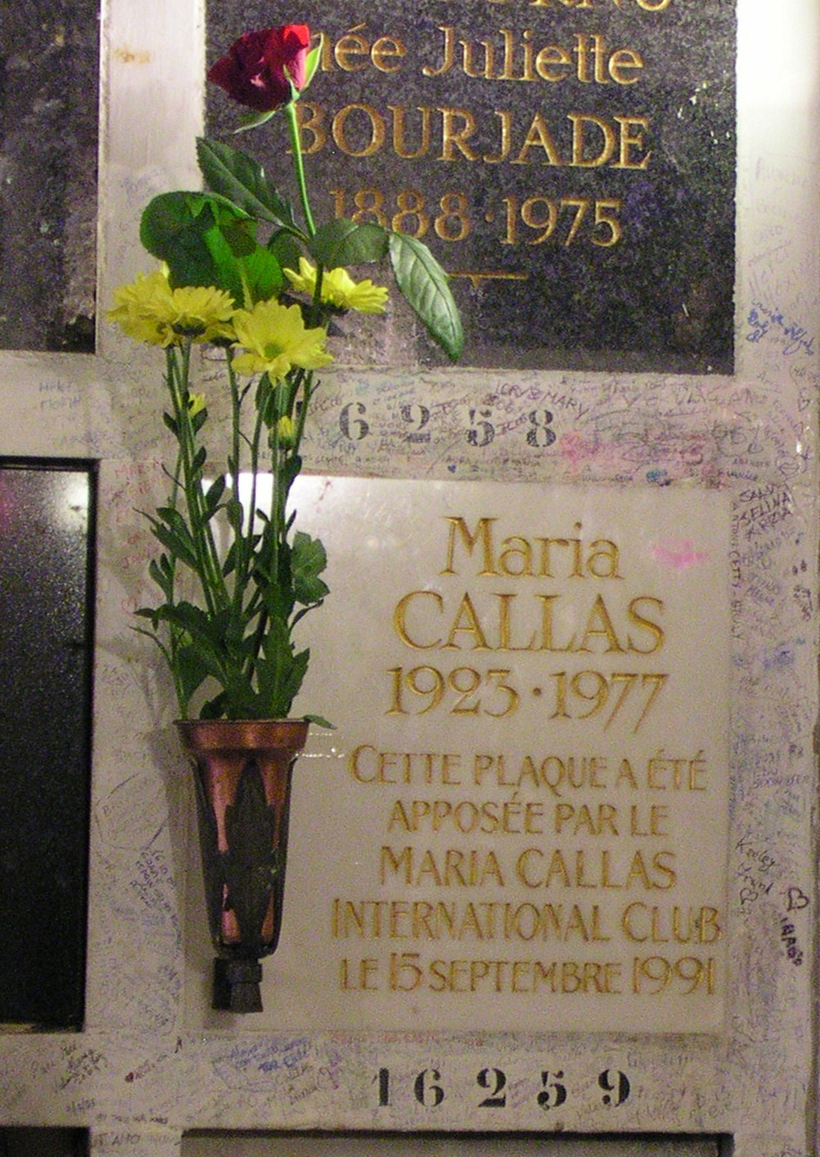
Gedenkteken voor Maria Callas

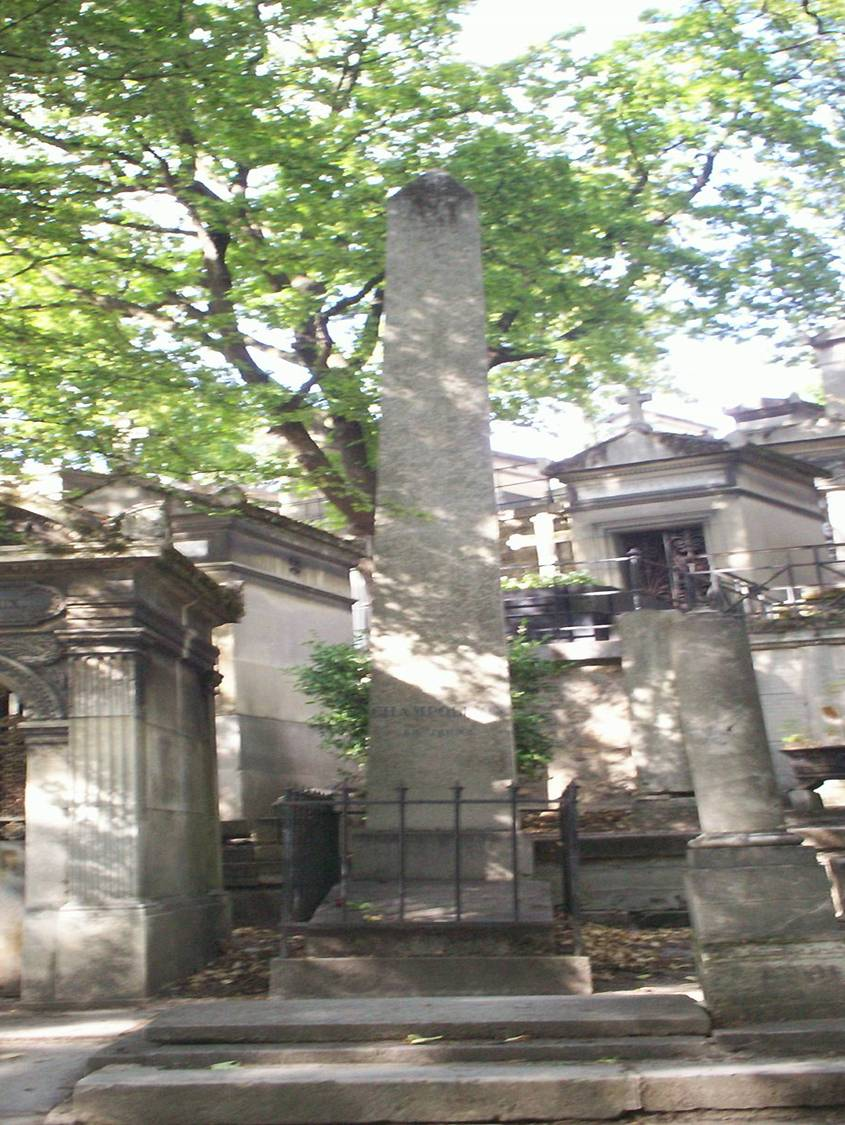
Graf van Jean-François Champollion

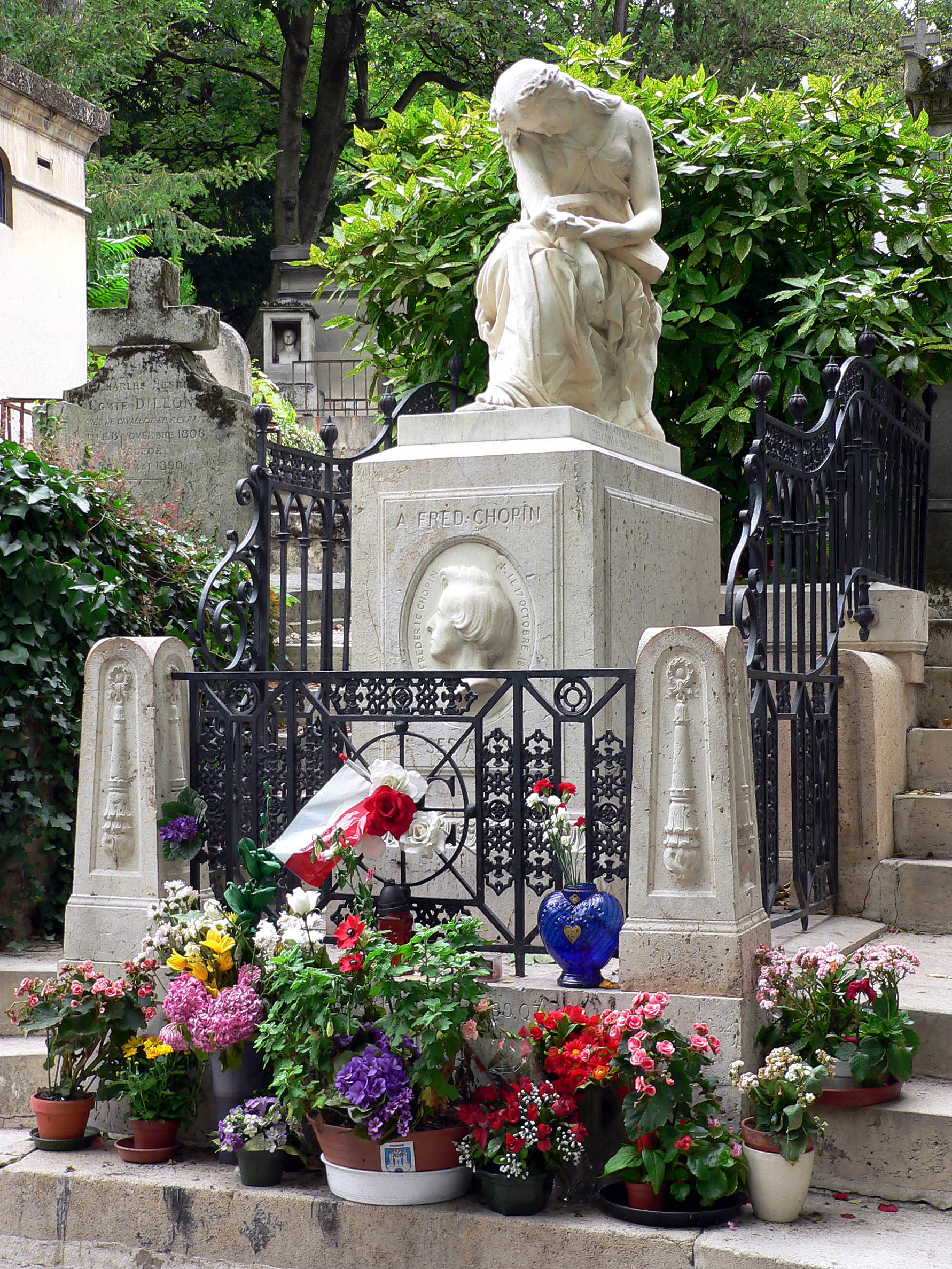
Graf van Frédéric Chopin

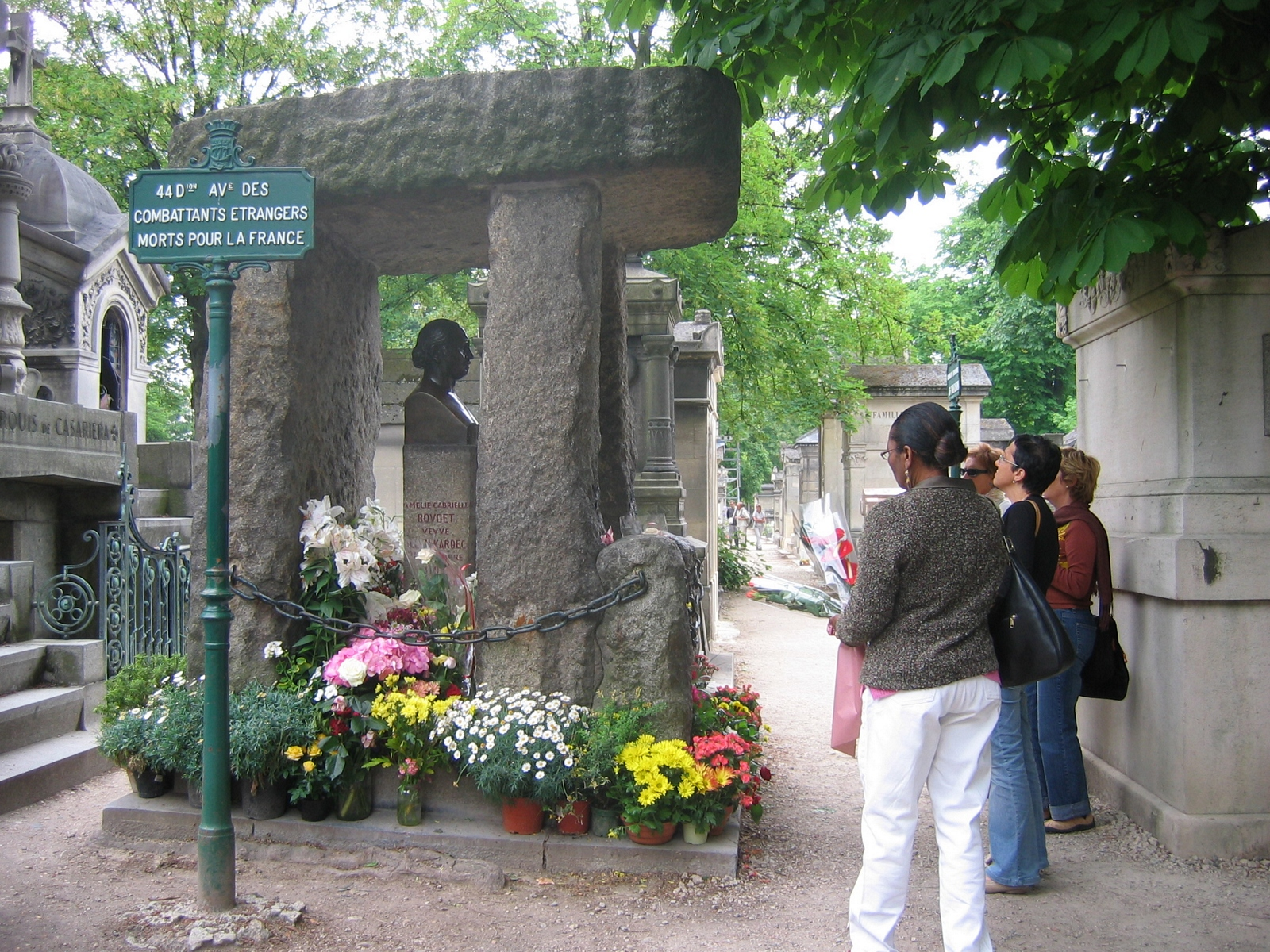
Graf van Allan Kardec

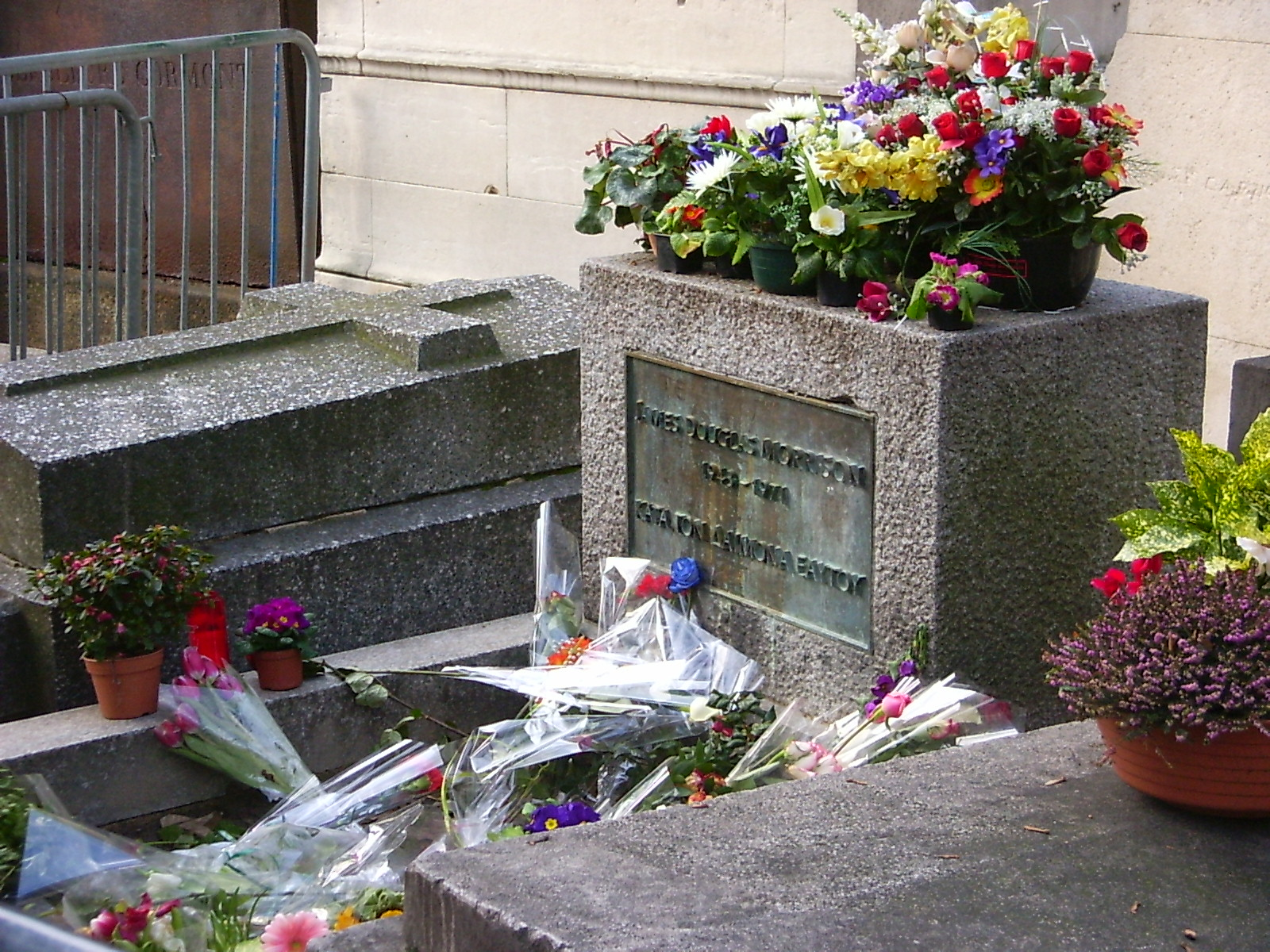
Graf van Jim Morrison

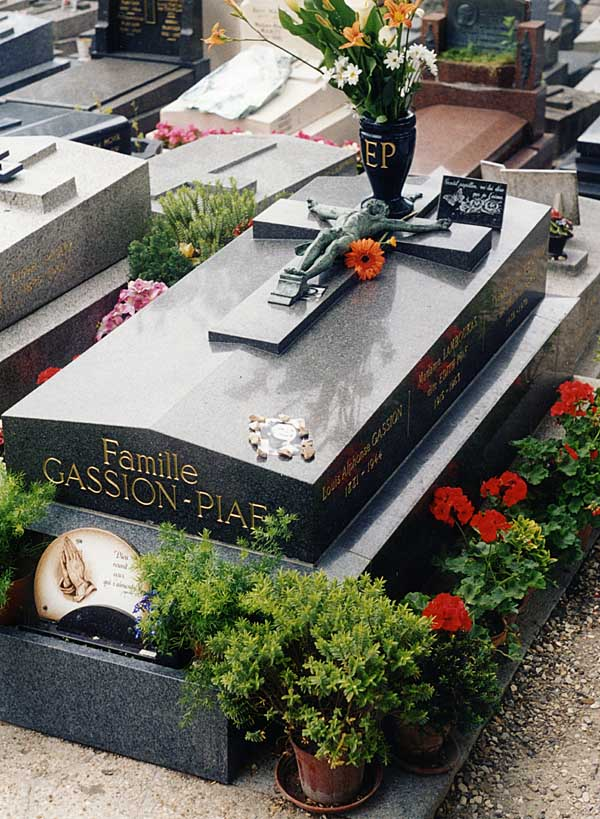
Graf van Édith Piaf

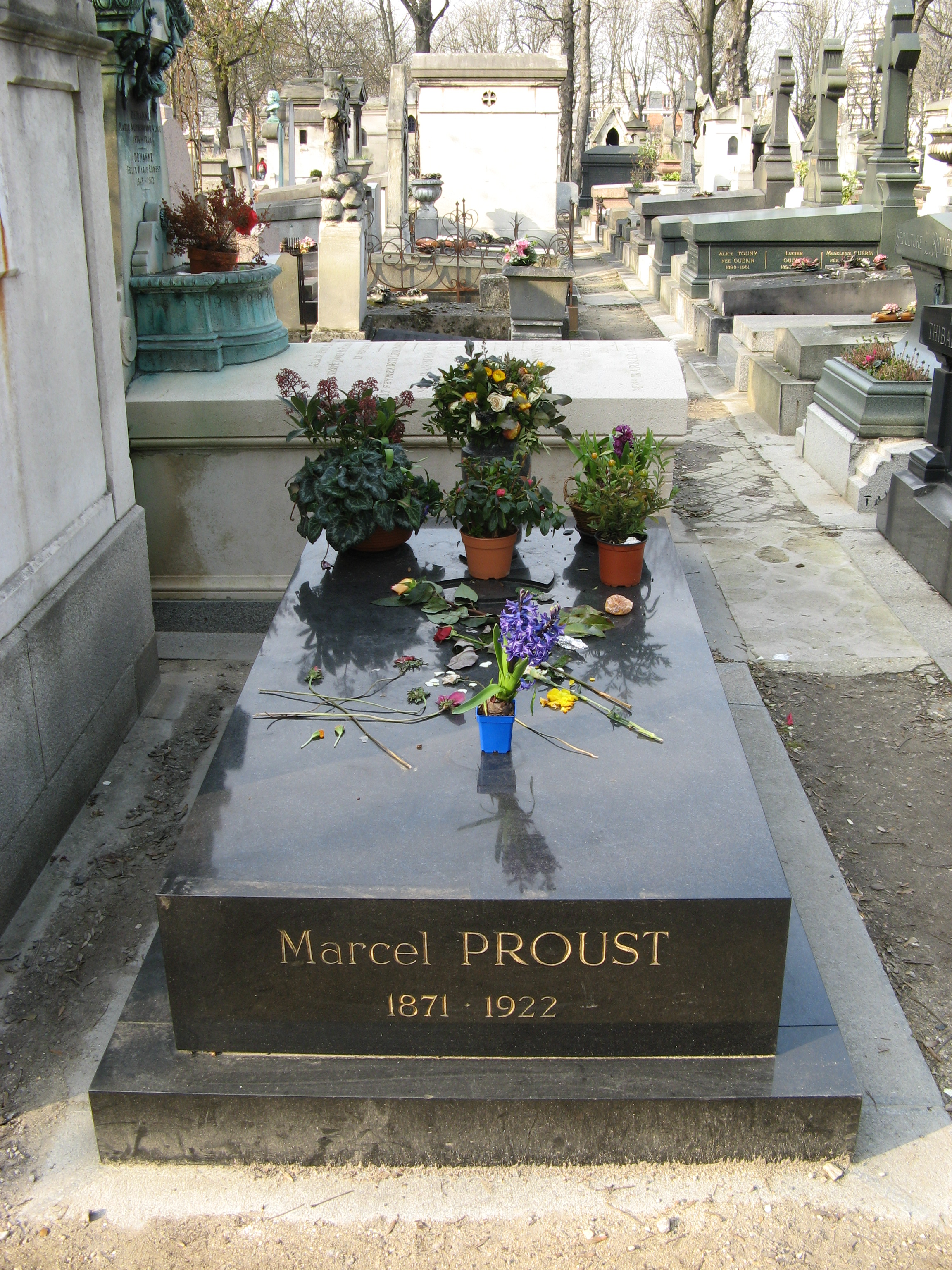
Graf van Marcel Proust

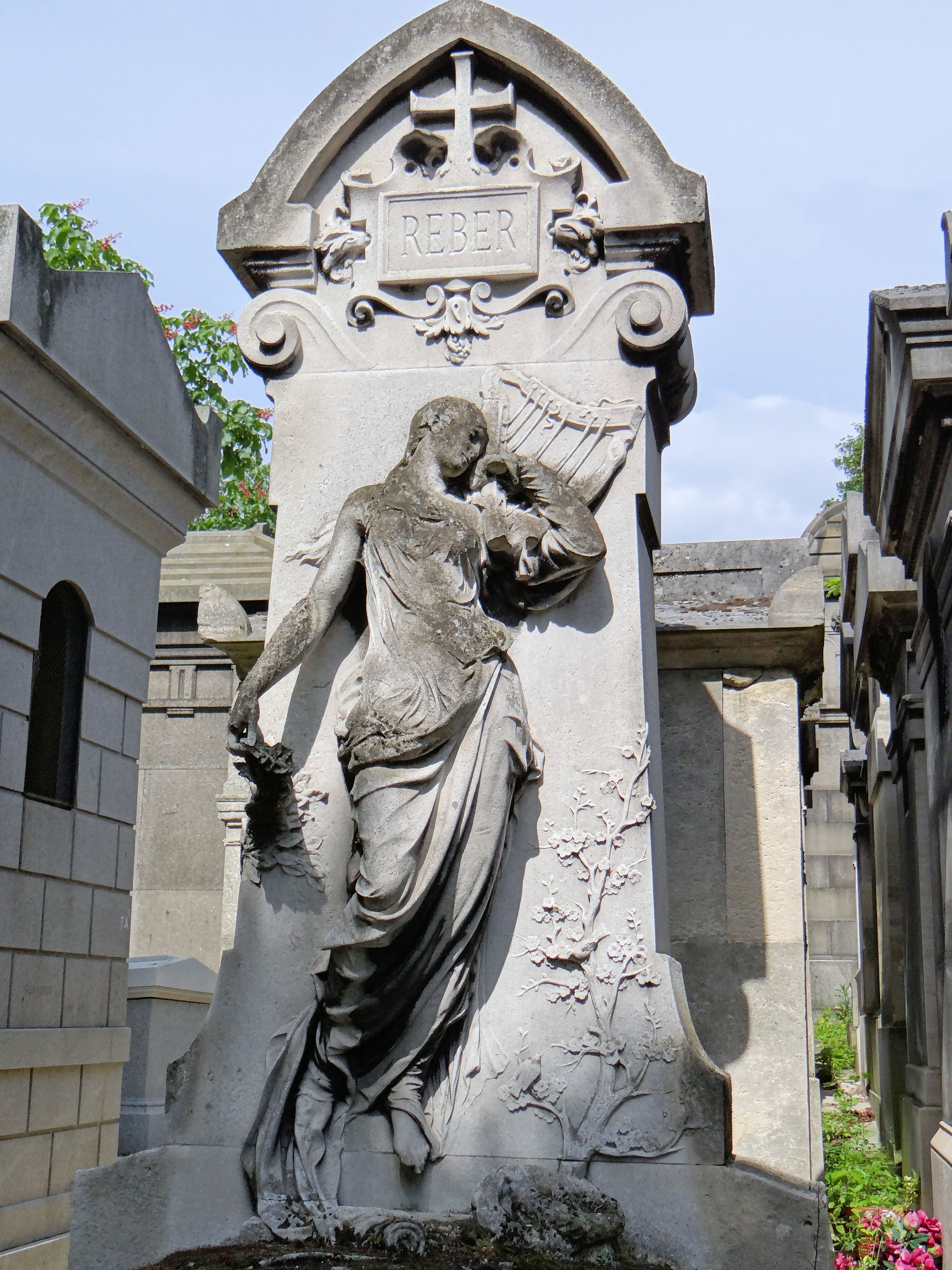
Graf van Napoléon Henri Reber

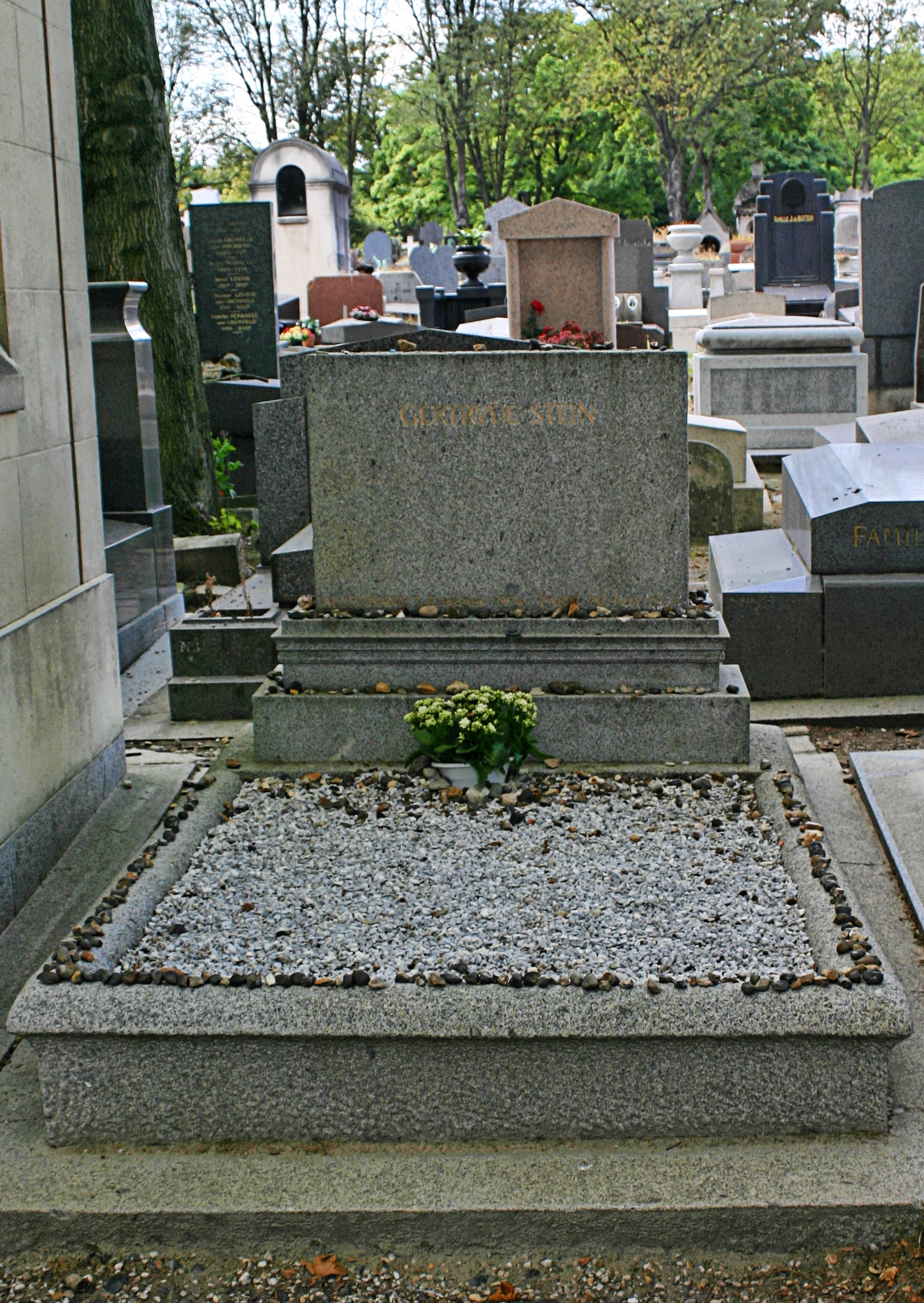
Graf van Gertrude Stein

## A
- Abélard (1079-1142), Frans theoloog, filosoof met zijn geliefde Héloïse
- Michel Adanson (1727-1806), Frans botanicus, natuurvorser en mycoloog
- Marie d'Agoult (1805-1876), Frans auteur (ook bekend onder haar pseudoniem Daniel Stern)
- Alain (1868-1951), Frans filosoof, journalist
- Frank Alamo (1941-2012), Frans zanger
- Robert Amadou (1924-2006), Frans martinist erudiet, mysticus en esotericus
- Jean-Joseph Ansiaux (1764-1840), Frans kunstschilder
- Blanche d'Antigny (1840-1874), Frans actrice en demi-mondaine
- Guillaume Apollinaire (1880-1918), Frans dichter
- Karel Appel (1921-2006), Nederlands schilder
- François Arago (1786-1853), Frans astronoom en fysicus
- Charles-Philippe van Arberg (1776-1814), Frans militair afkomstig van de Zuidelijke Nederlanden
- Miguel Ángel Asturias (1899-1974), Guatemalteeks schrijver

## B
- Honoré de Balzac (1799-1850), Frans schrijver
- Paul Barras (1755-1829), Frans staatsman
- Jules Baretta (1834-1923), Belgisch beeldhouwer
- Pierre Beaumarchais (1732-1799), Frans schrijver
- Gilbert Bécaud (1927-2001), Frans chansonnier
- Vincenzo Bellini (1801-1835), Italiaans componist (alleen graf, lichaam is overgebracht naar Italië)
- Hans Bellmer (1902-1975), Duits surrealistisch kunstenaar, schrijver
- Pierre-Jean de Béranger (1780-1857), dichter, chansonnier
- Sarah Bernhardt (1844-1923), Frans actrice
- Xavier Bichat (1771-1802), Frans bioloog, fysioloog
- Georges Bizet (1838-1875), Frans componist
- Louis Blanc (politicus) (1811-1882), Frans politicus, historicus
- Francisco Boix (1920-1951),  Spaanse fotograaf en militair
- Pierre Bourdieu (1930-2002), Frans socioloog
- Édouard Branly (1844-1940), Frans natuurkundige
- Pierre Brasseur (1903-1972), Frans acteur
- Fernand Braudel (1902-1985), Frans historicus
- Abraham Louis Breguet (1747-1823), Frans uurwerkmaker
- Jean Anthelme Brillat-Savarin (1755-1826), Frans schrijver
- Rembrandt Bugatti (1884-1916), Italiaans beeldhouwer

## C
- Jean-François Cail (1804-1871), Frans ingenieur en ondernemer
- Gustave Caillebotte (1848-1894), Frans schilder, kunstmecenas
- Maria Callas (1923-1977), Amerikaans-Griekse operazangeres (alleen gedenkplaat, werd gecremeerd)
- Claude Chabrol (1930-2010), Frans filmregisseur
- Albert Champion (1878-1927), Frans wielrenner en ondernemer
- Jean-François Champollion (1790-1832), Frans taalkundige
- Claude Chappe (1763-1805), Frans ingenieur
- Jacques Charles (1746-1823), Frans fysicus
- Gustave Charpentier (1860-1956), Frans componist
- Ernest Chausson (1855-1899), Frans componist
- Luigi Cherubini (1760-1842), Italiaans componist
- Frédéric Chopin (1810-1849), Pools componist, pianist
- Auguste Clésinger (1814-1883), Frans beeldhouwer
- Colette (1873-1954), Frans schrijfster
- Auguste Comte (1798-1857), Frans filosoof, socioloog
- Benjamin Constant (1767-1830), Frans schrijver, politicus
- Alain Corneau (1943-2010), Frans filmregisseur
- Jean-Baptiste Corot (1796-1875), Frans schilder, graveur
- Georges Courteline (1858-1929), Frans toneelschrijver
- Georges Cuvier (1769-1832), Frans zoöloog

## D
- Édouard Daladier (1884-1970), Frans politicus
- Alphonse Daudet (1840-1897), Frans schrijver
- Honoré Daumier (1808-1879), Frans schilder
- Jacques-Louis David (1748-1825), Frans schilder (enkel zijn hart)
- Louis-Nicolas Davout (1770-1823), Frans militair bevelhebber onder Napoleon
- Eugène Delacroix (1798-1863), Frans schilder
- Gabriel Delanne (1857-1926), Frans spiritist
- Michel Delpech (1946-2016), Frans zanger en acteur
- Léon Denis (1846-1927), Frans spiritistisch auteur
- Émilie Dequenne (1981-2025), Belgische actrice
- Pierre Desprogres (1938-1988), Frans komiek
- Gustave Doré (1832-1883), Frans tekenaar, lithograaf
- Pierre Doris (1919-2009), Frans komiek
- Paul Dukas (1865-1935), Frans componist
- Germaine Dulac (1882-1942), Frans cineaste
- Henri Duparc (1848-1933), Frans componist
- Jean-Louis Duport (1749-1819), Frans cellist en componist
- Guillaume Dupuytren (1777-1835), Frans chirurg

## E
- Paul Éluard (1895-1952), Frans dichter
- Philippe Encausse (1906-1984), Frans esoterisch schrijver
- George Enescu (1881-1955), Roemeens componist, violist
- Max Ernst (1891-1976), Duits surrealistisch kunstenaar
- Evanghelos Odysseas Papathanasiou (Vangelis) (1943-2022), Grieks componist, muzikant en multi-instrumentalist

## F
- Laurent Fignon (1960-2010), Frans wielrenner
- Joseph Fourier (1768-1830), Frans wis- en natuurkundige.
- Hippolyte Flandrin (1809-1864), Frans schilder
- Paul-Gustave Froment (1815-1865), Frans uitvinder
- Loie Fuller (1862-1928), Amerikaans-Franse danseres

## G
- Antonio de La Gandara (1861-1917), Frans schilder
- Louis Gay-Lussac (1778-1850), Frans fysicus en chemicus
- Théodore Géricault (1791-1824), Frans schilder
- Annie Girardot (1931-2011), Frans filmactrice
- Zénobe Gramme (1826-1901), Belgisch elektrisch ingenieur
- Stéphane Grappelli (1908-1997), Frans jazzviolist
- André Grétry (1741-1831), Belgisch componist
- Antoine-Jean Gros (1771-1835), Frans schilder
- Yvette Guilbert (1867-1944), Frans chansonnière
- Joseph-Ignace Guillotin (1738-1814), Frans arts en politicus
- Yılmaz Güney (1937-1984), Koerdisch artiest, scenarist, filmacteur en filmregisseur

## H
- Reynaldo Hahn (1874-1947), Frans componist en dirigent
- Jeanne Hébuterne (1898-1920), Frans kunstschilderes, model en geliefde van Amedeo Modigliani
- Sadegh Hedayat (1903-1951), Iraans schrijver
- Samuel Hahnemann (1755-1843), Duits geneeskundige
- Georges-Eugène Haussmann (1809-1891), Frans stadsarchitect
- François Nicolas Benoît Haxo (1774-1835), Frans generaal en militair ingenieur
- Héloïse (1101-1164), Frans abdis met haar geliefde Abélard
- Philippe Hériat (1898-1971), Frans schrijver

## I
- Jean-Auguste-Dominique Ingres (1780-1867), Frans schilder

## J
- François-Honoré-Georges Jacob-Desmalter
- Claude Jade (1948-2006), Frans actrice
- Pierre Janssen (1824-1907), Frans astronoom

## K
- Allan Kardec (1804-1869), Frans spiritist
- Ahmet Kaya (1957-2000), Turks-Koerdisch zanger en dichter
- Boris Kochno (1904-1990), Russisch schrijver en balletleider
- Rudolphe Kreutzer (1766-1831), Frans violist en componist
- François Étienne de Kellermann (1770-1835), Frans cavaleriegeneraal onder Napoleon. Begraven in het familiegraf van de familie Kellermann, eveneens zijn vader maarschalk François Christophe Kellermann (1735-1820) ligt in het graf begraven.

## L
- Jean de La Fontaine (1621-1695), Frans dichter
- René Lalique (1860-1945), Frans edelsmid en glaskunstenaar
- Édouard Lalo (1823-1892), Frans componist
- Hughes Félicité Robert de Lamennais (1782-1854), Frans priester, schrijver, filosoof
- Marie Laurencin (1885-1956), Frans schilderes
- Ernest Laurent (1859-1929), Frans kunstschilder
- François Joseph Lefebvre (1755-1820), Frans militair bevelhebber onder Napoleon
- Marie-Anne Adélaïde Lenormand, (1772-1843) Frans helderziende, kaartlegster van Napoleon en Joséphine
- Ferdinand de Lesseps (1805-1894), Frans financier, diplomaat
- Pierre-Gaëtan Leymarie (1827-1901), Frans spiritist
- Jeanne Loiseau (1854 - 1921), Frans schrijver, dichter en feminist
- Jean-François Lyotard (1924-1998), Frans postmodern filosoof

## M
- Étienne Jacques Joseph Macdonald (1765-1840), Frans militair bevelhebber onder Napoleon
- Nestor Machno (1888-1934), Oekraïens partizanenleider en anarchist
- Ernest Mandel (1923-1995), Belgisch marxistisch econoom
- Marcellin Marbot (1782-1854), Frans militair
- Marcel Marceau (1923-2007), Frans mimespeler
- Étienne Martin (1913-1995), Frans beeldhouwer
- André Masséna (1758-1817), Frans militair bevelhebber onder Napoleon
- Charles Messier (1730-1817) Frans Astronoom, ontdekker van meerdere sterrenstelsels
- Hippolyte Mège-Mouriès (1817-1880), Frans scheikundige
- Étienne Nicolas Méhul (1763-1817), Frans componist
- Georges Méliès (1861-1938), Frans filmpionier, goochelaar
- Maurice Merleau-Ponty (1908-1961), Frans filosoof
- Jules Michelet (1798-1874), Frans geschiedschrijver
- Amedeo Modigliani (1884-1920), Italiaans schilder, beeldhouwer
- Molière (1622-1673), Frans acteur, toneelschrijver
- Yves Montand (1921-1991), Frans chansonnier
- Jim Morrison (1943-1971), Amerikaans zanger, dichter
- Georges Moustaki (1934-2013), Frans zanger en componist
- Joachim Murat (1767-1815), militair, koning van Napels
- Alfred de Musset (1810-1857), Frans dichter

## N
- Nadar, echte naam Gaspard-Félix Tournachon (1820-1910), Frans tekenaar, ballonvaarder en fotograaf
- Gérard de Nerval (1808-1855), Frans dichter
- Michel Ney (1769-1815), Frans militair bevelhebber onder Napoleon
- Charles Nodier (1780-1844), Frans schrijver
- Victor Noir (1848-1870), Frans journalist

## O
- Andranik Ozanian (1865-1927), Armeens generaal, politicus en vrijheidsstrijder (in 2000 elders herbegraven)

## P
- René Panhard (1841-1908), Frans autobouwer
- Papus, echte naam Gérard Encausse (1865-1916), Frans esoterisch schrijver
- Antoine-Augustin Parmentier (1737-1813), Frans militair apotheker en agronoom
- Christiaan Hendrik Persoon (1761-1836), Zuid-Afrikaans mycoloog en botanicus
- Michel Petrucciani (1962-1999), Frans jazzpianist
- Édith Piaf (1915-1963), Frans chansonnière
- Gabriel Pierné (1863-1937), Frans dirigent en componist
- Camille Pissarro (1830-1903), Deens schilder
- Ignaz Pleyel (1757-1831), Oostenrijks componist en pianobouwer
- Francis Poulenc (1899-1963), Frans componist en pianist
- Auguste Préault (1809-1897), Frans beeldhouwer
- Marcel Proust (1871-1922), Frans schrijver
- Sully Prudhomme (1839-1907), Frans dichter

## R
- Raymond Radiguet (1903-1923), Frans schrijver
- Napoléon Henri Reber (1807-1880), Frans componist
- Marie de Regnier (1875-1963), Frans schrijfster
- René Rémond (1918-2007), Frans historicus en politicoloog
- Grace Renzi (1922-2011), Amerikaans kunstschilderes
- Georges Rodenbach (1855-1898), Belgisch schrijver
- Edmond James de Rothschild (1845-1934), Duits/Frans bankier en industrieel, in het familiegraf
- Nelly Roussel (1878-1922), Frans feminist en vrijdenker
- Raymond Roussel (1877-1933), Frans schrijver
- Gioachino Rossini (1792-1868), Italiaans componist (alleen graf, lichaam is overgebracht naar Italië)

## S
- Gholam-Hossein Sa'edi (1936-1985), Iraans schrijver
- Henri Salvador (1917-2008), Frans zanger, gitarist, componist en humorist
- Georges Seurat (1859-1891), Frans schilder en tekenaar
- Simone Signoret (1921-1985), Frans actrice
- William Sidney Smith (1764-1840), Brits admiraal die in Toulon, Acre en Waterloo tegen Napoleon aantrad
- Mano Solo (1963-2010), Frans zanger, schrijver en componist
- Gerard van Spaendonck (1746-1822), Nederlands schilder
- Gertrude Stein (1864-1946), Amerikaans dichteres

## T
- Jean-Lambert Tallien (1767-1820), Frans politicus
- François-Joseph Talma (1763-1826), Frans toneelspeler
- Adolphe Thiers (1797-1877), Frans politicus en historicus
- Maurice Thorez (1900-1964), Frans politicus
- André Thouin (1747-1824), Frans botanicus
- Isaac Titsingh (1745-1812), Nederlands koloniaal handelsman
- Alice B. Toklas (1877-1967), Amerikaans schrijver
- Maurice Tourneur (1876-1961), Frans filmregisseur
- Rafael Trujillo (1891-1961), Dominicaans politicus
- Marie Trintignant (1962-2003), Frans actrice
- Gerda Taro (1910-1937), Duits-Joodse oorlogsfotograaf; actief tijdens de Spaanse Burgeroorlog

## V
- Jules Vallès (1764-1845), Frans schrijver, journalist
- Dominique Venner (1935-2013), Frans extreemrechts historicus en essayist
- Carel Hendrik Ver Huell (1764-1845), Nederlands admiraal en diplomaat
- Auguste Villiers de L'Isle-Adam (1838-1889), Frans schrijver
- Louis Visconti (1791-1853), Frans architect

## W
- William Henry Waddington (1826-1894), Frans archeoloog, numismaat en politicus
- Émile Waldteufel (1837-1915), Frans componist en dirigent
- Alexandre Colonna-Walewski (1810-1868), Frans en Pools diplomaat en politicus, zoon van Napoleon I
- Maria Walewska (1786-1817), maîtresse van Napoleon I
- Oscar Wilde (1854-1900), Iers schrijver
- Richard Wright (1908-1960), Amerikaans schrijver

## XYZ
- Félix Ziem (1821-1911), Frans schilder
- Berta Zuckerkandl (1864 - 1945), Oostenrijkse salonnière, schrijver en journalist